# بونی ام
بُونی‌اِم (به انگلیسی: Boney M) یک گروه موسیقی سرشناس در دههٔ ۱۹۷۰ میلادی بود. اعضای اصلی گروه شامل لیز میچل و مارسیا برت اهل جامائیکا و میزی ویلیامز اهل مونتسرات و بابی فارل اهل آروبا بود. بیشتر ملودی‌ها و ترانه‌ها توسط فرانک فاریان تهیه می‌شد. همچنین وی به‌جای بابی فارل (در پشت صحنه) می‌خواند.
این گروه علاوه بر کشورهای غربی، در کشورهای غیرغربی مانند شوروی و ایران نیز پرطرفدار بود.
آنچه شهرتی یک‌باره و جهانی برای گروه بُونی‌اِم به‌همراه آورد، اجرای ترانه ددی کول (Daddy Cool) در سپتامبر ۱۹۷۶ بود. ترانه‌های معروف بعدی گروه، ما بیکر (Ma Baker) در سال ۱۹۷۷ و رودخانه‌های بابل (Rivers of Babylon) و راسپوتین در سال ۱۹۷۸ بودند.